# Chokri Belaid
Chokri Belaid (in arabo شكري بلعيد‎?; Jabal Jallud, 26 novembre 1964 – El Menzah, 6 febbraio 2013) è stato un politico e avvocato tunisino.
Il suo assassinio ha provocato manifestazioni violente e la più grave crisi di governo dalla Rivoluzione dei Gelsomini, in Tunisia.

## Biografia
Chokri Belaid (traslitterazione francesizzata di Shukrī Belʿīd) studia diritto in Iraq prima di proseguire i suoi studi di terzo ciclo all'Università Paris-VIII, in Francia. Negli anni '80 è attivo all'interno dell'Union générale des étudiants de Tunisie (Unione Generale degli Studenti di Tunisia), della quale viene eletto membro dell'ufficio esecutivo al XVIII congresso straordinario del sindacato.
Diventa capo del “Movimento dei patrioti democratici” nell'università tunisina e nell'aprile 1987, sotto la presidenza di Habib Bourguiba, viene incarcerato à Rejim Maʿātug, nel sud della Tunisia, per il suo attivismo politico all'interno dell'università. Verrà rilasciato nel novembre 1987 dopo l'arrivo al potere di Zine El-Abidine Ben Ali.
Sotto il regime di Ben Ali, Belaid diviene avvocato difensore dei diritti dell’uomo e spesso ha preso parte a processi politici, come quando ad esempio denunciò la repressione dello sciopero a Gafsa del 2008.
All'indomani della Rivoluzione tunisina del 2011 (la cosiddetta Rivoluzione dei Gelsomini), diviene membro dell'"Ente Supremo per la realizzazione degli obiettivi della rivoluzione, della riforma politica e della transizione democratica". Diviene anche membro del Consiglio dell'Ordine degli avvocati. Il 12 marzo 2011 è tra i fondatori del Movimento dei patrioti democratici (MPD), partito politico che si richiama al marxismo e al panarabismo. Nell'aprile dello stesso anno, Belaid guida l'unificazione del MPD con il Partito del lavoro patriottico e democratico (PLPD), socialista. Infine, il 7 ottobre 2012, i due partiti entrano a far parte del Fronte Popolare, insieme ad altri partiti d'ispirazione marxista, panaraba ed ecologista.
Parallelamente, Belaïd continua l'attività di avvocato difensore e si rende protagonista, nel maggio 2012, della difesa della catena televisiva Nessma, accusata di aver diffuso il film Persepolis.

## L'omicidio
Belaid viene assassinato il 6 febbraio 2013 con tre colpi di pistola, mentre si trova in auto presso casa sua, nel quartiere di El Menzah (al-Manza). Trasportato d'urgenza alla clinica Ennasr (al-Naṣr), muore alle 8,45 all'età di 48 anni.
L'omicidio scatena numerose manifestazioni in tutto il Paese: in segno di protesta, le sedi del partito islamista al potere, Ennahda (al-Nahḍa), vengono assaltate e incendiate a Sfax, Monastir, Béja, Gafsa e Gabès. I manifestanti chiedono le dimissioni del governo di Hamadi Jebali e della troika (coalizione parlamentare che riunisce Ennahda, Ettakatol, Congresso per la Repubblica e Partito Democratico Progressista), denunciando la loro incompetenza. Il fratello di Belaid accusa il partito Ennadha di avere incoraggiato l'omicidio: Belaid denunciava da mesi la violenza politica messa in atto dal governo e inoltre riceveva da tempo delle esplicite minacce di morte (l'ultima il giorno prima dell'omicidio).
La sera dell'omicidio, il Primo ministro Hamadi Jebali propone lo scioglimento del governo e la sua sostituzione con un gabinetto di tecnici, oltre che l'organizzazione di nuove elezioni nel minor tempo possibile. Tuttavia, il giorno successivo, il partito Ennahda smentisce le posizioni di Jebali e rifiuta di ricorrere a un governo tecnico per risolvere la crisi politico-istituzionale.
Il 7 febbraio, l'Unione Generale Tunisina del Lavoro, il massimo sindacato tunisino, dichiara uno sciopero generale per venerdì 8 febbraio su tutto il territorio tunisino. Lo stesso giorno si celebrano i funerali di Chokri Belaid al cimitero di Jellaz, cui partecipano circa 1.400.000 persone. La sua vedova, Basma Khalfaoui (Khalifawi), dichiara: «Aveva fiducia nel popolo, aveva fiducia nell'intelligenza umana, aveva fiducia nell'intelligenza dei tunisini».